# Hyponephele huebneri
Hyponephele huebneri är en fjärilsart som beskrevs av Ahmet Ömer Koçak 1980. Hyponephele huebneri ingår i släktet Hyponephele och familjen praktfjärilar. Inga underarter finns listade i Catalogue of Life.